# Stazione di Galleria di Ciampino
Stazione di Galleria di Ciampino vasútállomás Olaszországban, Ciampino településen.

## Vasútvonalak
Az állomást az alábbi vasútvonalak érintik:
- Róma–Frascati-vasútvonal

## Kapcsolódó állomások
A vasútállomáshoz az alábbi állomások vannak a legközelebb:
- Stazione di Valle Vermiglia
- Stazione di Ciampino